# Dirección General de Producciones y Mercados Agrarios
La Dirección General de Producciones y Mercados Agrarios (DGPMA) de España es el órgano directivo del Ministerio de Agricultura, Pesca y Alimentación, adscrito a la Secretaría General de Recursos Agrarios y Seguridad Alimentaria, responsable de ejercer las responsabilidades del Gobierno de la Nación en todo lo relativo a las producciones agrícolas y ganaderas, y sus mercados.

## Historial
Este órgano directivo tiene sus orígenes en 2008, con la fusión de las Direcciones Generales de Agricultura y de Ganadería que dieron lugar a la Dirección General de Recursos Agrícolas y Ganaderos. El órgano poseía nueve subdirecciones generales debido a su amplio abanico de sectores sobre los que tenía competencias: frutas, hortalizas, aceite de oliva, vitivinicultura, ganadería, cultivos herbáceos e industriales, medios de producción agrarios, sanidad animal y vegetal, bienestar animal, laboratorios, sistemas de trazabilidad, conservación y alimentación animal así como sobre la manipulación genética animal y vegetal.
A finales de 2011, con Miguel Arias Cañete al frente de la cartera de Agricultura, se recuperó la Dirección General de Sanidad de la Producción Agraria, que asumió todas las competencias que hasta entonces tenía la dirección general relativas a la sanidad de las producciones animal, vegetal y forestal. Tras esta reducción competencial, pasó a denominarse Dirección General de Producciones y Mercados Agrarios, nombre que aún mantiene, y se redujo de nueve a cinco subdirecciones generales. En 2023 perdió las responsabilidades sobre bienestar animal, que pasaron a la Dirección General de Sanidad de la Producción Agraria.

## Funciones
Las funciones de la Dirección General se regulan en el artículo 5 del Real Decreto 717/2024, de 23 de julio:
1. Desarrollar las competencias del departamento en materia de producción agrícola y ganadera, medios de producción y ordenación sectorial de producciones agrarias, la ordenación y el funcionamiento de los mercados agrarios.
2. Establecer y desarrollar las líneas directrices de las políticas de ordenación de las producciones e instalaciones agrarias, así como las actuaciones necesarias para el seguimiento y análisis de los mercados agrarios.
3. Desarrollar, coordinar, evaluar y promocionar la utilización de las mejores técnicas disponibles en el ámbito de las producciones agrarias más respetuosas con el clima y el medio ambiente, sin menoscabo de las competencias de otros órganos directivos del Departamento.
4. Desarrollar las competencias del departamento en materia de organismos modificados genéticamente y la biotecnología.
5. Desarrollar las competencias del Departamento relacionadas con los medios de producción agrícolas y con su utilización y, entre otros, los suelos agrícolas, la maquinaria agrícola y los fertilizantes.
6. Desarrollar las competencias del Departamento en materia de conservación, selección, mejora, reproducción y material genético de las especies ganaderas y vegetales así como velar por la protección, conservación, uso sostenible y difusión del patrimonio genético de las razas ganaderas españolas y de los recursos fitogenéticos para la agricultura y la alimentación.
7. Desarrollar las competencias del Departamento en materia de gestión ambiental y de los condicionantes medioambientales de la producción agraria, sin perjuicio de las competencias de otros centros directivos del Departamento y de otros departamentos ministeriales.
8. La tutela funcional de la sociedad mercantil estatal EXPASA Agricultura y Ganadería, S.M.E., y la coordinación de las relaciones institucionales y la actuación del Departamento en relación con esta.
9. Desarrollar las competencias del Departamento en materia de control de la producción, importación, exportación, certificación y comercialización de semillas y plantas de vivero, y de material de reproducción y multiplicación de las especies agrícolas y forestales; la protección de las obtenciones vegetales, y la inscripción de variedades a través de los registros de variedades protegidas y de variedades comerciales, así como en lo relativo a la realización de los ensayos necesarios para el registro de variedades, y la custodia y mantenimiento de las colecciones de referencia de material vegetal necesario para estos registros y el control de la producción.
10. Desarrollar las competencias del Departamento en materia de apoyo a la rentabilidad económica y competitividad de las explotaciones agrarias y de gestión de los mercados agroalimentarios, particularmente a través del diseño y aplicación de los instrumentos de la PAC. Estas incluyen la coordinación y la aplicación de las normas de comercialización de los sectores agrarios que se establecen en la Organización Común de los Mercados Agrarios (OCMA), sin menoscabo de las que correspondan a otros órganos directivos del Departamento.
11. Desarrollar las competencias del Departamento en materia de piensos, materias primas y otros productos que intervienen en la alimentación animal, incluidos los productos y subproductos de origen animal o vegetal destinados directamente a la alimentación animal, así como la coordinación y gestión del funcionamiento de la red de alerta de alimentación animal y su integración en los sistemas de alerta comunitarios e internacionales; la coordinación de las actuaciones en materia de control (excluido el control de laboratorio) de la calidad en piensos y la coordinación de las unidades con competencia en materia de control oficial de piensos, ejerciendo como interlocutor de otros entes o Departamentos con competencias en dicho control.
12. Desarrollar las competencias del Departamento en materia de coordinación de la actividad cinegética.
13. Cooperar con las comunidades autónomas y las entidades más representativas del sector en las materias antes señaladas, así como elaborar las propuestas que permitan establecer la posición española sobre dichos asuntos ante la Unión Europea y otras organizaciones o foros internacionales, y representar y actuar como interlocutor ante dichas instancias internacionales, sin menoscabo de las competencias de otros órganos directivos del departamento.

## Estructura
De la Dirección General dependen los siguientes órganos:
- La Subdirección General de Frutas y Hortalizas y Vitivinicultura, que ejerce las competencias indicadas en los puntos 1, 2, 10 y 13 del apartado anterior en el ámbito de los productos hortofrutícolas y de la vid.
- La Subdirección General de Cultivos Herbáceos e Industriales y Aceite de Oliva, que ejerce las competencias indicadas en los puntos 1, 2, 10 y 12 del apartado anterior en el ámbito de cereales, oleaginosas, productos proteicos, productos agroenergéticos, productos industriales, aceite de oliva y aceituna de mesa y en el resto de los cultivos o producciones agrícolas extensivas.
- La Subdirección General de Producciones Ganaderas y Cinegéticas, que ejerce las competencias indicadas en los puntos 1, 2, 6, 10, 12 y 13 del apartado anterior en el ámbito de la producción ganadera y cinegética.
- La Subdirección General de Medios de Producción Ganadera, que ejerce las competencias indicadas los puntos 3, 4, 6, 7, 11 y 13 del apartado anterior en el ámbito de las producciones ganaderas.
- La Subdirección General de Medios de Producción Agrícola y Oficina Española de Variedades Vegetales, que ejerce las competencias indicadas en los puntos 3, 4, 5, 6, 7, 9 y 13 del apartado anterior en el ámbito de las producciones agrícolas, y las indicadas en los párrafos 4, 9 y 13 en el ámbito de las producciones forestales.

## Directores generales
| N.º | Nombre                         | Mandato                 | Mandato                 | Ministro(s) | Ministro(s)            |
| --- | ------------------------------ | ----------------------- | ----------------------- | ----------- | ---------------------- |
| 1º  | Carlos Javier Escribano Mora   | 1 de mayo de 2008       | 16 de noviembre de 2010 |             | Elena Espinosa Mangana |
| 2ª  | Margarita Arboix               | 16 de noviembre de 2010 | 31 de diciembre de 2011 |             | Rosa Aguilar           |
| 3º  | Carlos Cabanas Godino          | 28 de enero de 2012     | 6 de mayo de 2014       |             | Miguel Arias Cañete    |
| 4º  | Fernando Miranda Sotillos      | 6 de mayo de 2014       | 19 de junio de 2018     |             | Isabel García Tejerina |
| 5ª  | Esperanza de Orellana Moraleda | 30 de junio de 2018     | 20 de diciembre de 2023 |             | Luis Planas Puchades   |
| 6ª  | Ana Rodríguez Castaño          | 20 de diciembre de 2023 | 24 de julio de 2024     |             | Luis Planas Puchades   |
| 7ª  | Elena Busutil Fernández        | 24 de julio de 2024     | Presente                |             | Luis Planas Puchades   |